# Księżniczki (film)
Księżniczki (hiszp. Princesas) – hiszpański dramat obyczajowy z 2005 roku w reżyserii Fernando Leóna de Aranoa. Zdjęcia kręcono w Madrycie.

## Fabuła
Film podejmuje jeden z współczesnych problemów, z jakimi boryka się współczesna Hiszpania, a mianowicie porusza on problem prostytucji.
To historia dwóch przyjaciółek prostytutek - Hiszpanki Caye i Zulemy, imigrantki z Dominikany, a także o trudnościach w ich stylu życia, jak również pomiędzy napięciami zachodzącymi między hiszpańskimi i nielegalnymi imigrantkami trudniących się prostytucją. Jest to również opowieść o przyjaźni w tym strasznym świecie prostytucji.

## Obsada
- Candela Peña – Caye
- Flora Àlvarez – Rosa
- Micaela Nevárez – Zulema
- Pere Arquillué – Carlos
- Monica Van Campen – Angela
- María Ballesteros – Blanca
- Luis Callejo – Manuel
- Llum Barrera – Gloria
- Mariana Cordero – Pilar
- Antonio Durán Morris – Funkcjonariusz policji

## Nagrody
- Film został nagrodzony trzema nagrodami Goya - dwoma aktorskimi dla głównych bohaterek oraz dla Manu Chao za piosenkę Me llaman calle.